# Chéry-lès-Rozoy
Chéry-lès-Rozoy é uma comuna francesa na região administrativa de Altos da França, no departamento de Aisne. Estende-se por uma área de 4,73 km². Em 2010 a comuna tinha 81 habitantes (densidade: 17,1 hab./km²).